# Zweibrücker
Le Zweibrücker (pl. Zweibrücken) est une race chevaline provenant de demi-sangs, originaire de Rhénanie-Palatinat et de la Sarre, en Allemagne. Comme la plupart des demi-sang allemands, elle est destinée au sport. Traditionnellement, l'élevage des Zweibrücken a été centralisé autour du haras de Zweibrücken, mais depuis 1977, il est placé sous la responsabilité de l'Association des éleveurs de chevaux de Rhénanie-Palatinat-Sarre (PRPS). Le Zweibrücker moderne est un cheval élégant de grand gabarit, un bon cheval de sport avec des allures puissantes et élastiques, idéal pour le dressage, le saut d'obstacles, le concours complet d'équitation et l'attelage combiné.

## Histoire
La Rhénanie-Palatinat possède dans les installations du haras d’État de Zweibrücken le plus petit nombre d'étalons d’État en Allemagne, mais l'histoire de l'élevage équin est riche et longue dans la région. La ville moderne de Zweibrücken (ce qui signifie « deux ponts »), était un comté durant tout le Moyen Âge et plus tard est devenue un duché du Saint-Empire romain germanique. Le haras d'État a été fondé en 1755 par le duc Christian IV à la suite d'une visite en Angleterre. À l'étranger, il admire les vifs et raffinés chevaux Pur-sang, la race ayant moins de 100 ans à l'époque. Lorsque Christian IV retourne à Zweibrücken, il finance la mise en place des « installations royales » dans toute la région, et les peuple de nobles étalons et juments.
Son successeur, Charles II Auguste de Palatinat-Deux-Ponts, continue d'améliorer l'élevage dans cette région influente politiquement, et décrète que les chevaux élevés doivent être « bons, beaux et utiles ». L'objectif de reconnaissance de la race est atteint lorsqu'elle attire l'admiration du roi de Prusse, qui achète plus de 150 étalons Zweibrücken. Ils sont envoyés au haras principal de Trakehnen, où le Trakehner est élevé pour être utilisé par les nobles prussiens.
En 1801, Deux-Ponts est annexée par la France, et les nobles chevaux sont transférés à Rosiers aux Salines. Toutefois, Napoléon garde les troupeaux d'étalons et de juments au haras de Zweibrücken, rétabli en 1806. L'installation centrale et ses nombreux avant-postes et dépôts d'étalons sont peuplés de plus de 250 étalons et d'un troupeau de plus de 100 juments achetées auprès de notables allemands, aussi bien que de chevaux espagnols à la mode et de produits du redoutable Empire austro-hongrois. Moins d'une décennie plus tard, Zweibrücken est donné à Maximilien Ier de Bavière, et le haras est redéfini en 1890 comme haras royal principal de Bavière. Durant cette période, un grand nombre de chevaux Anglo-normands et Pur-sangs - influencés par les chevaux agricoles français - et Arabes sont stationnés à Zweibrücken.

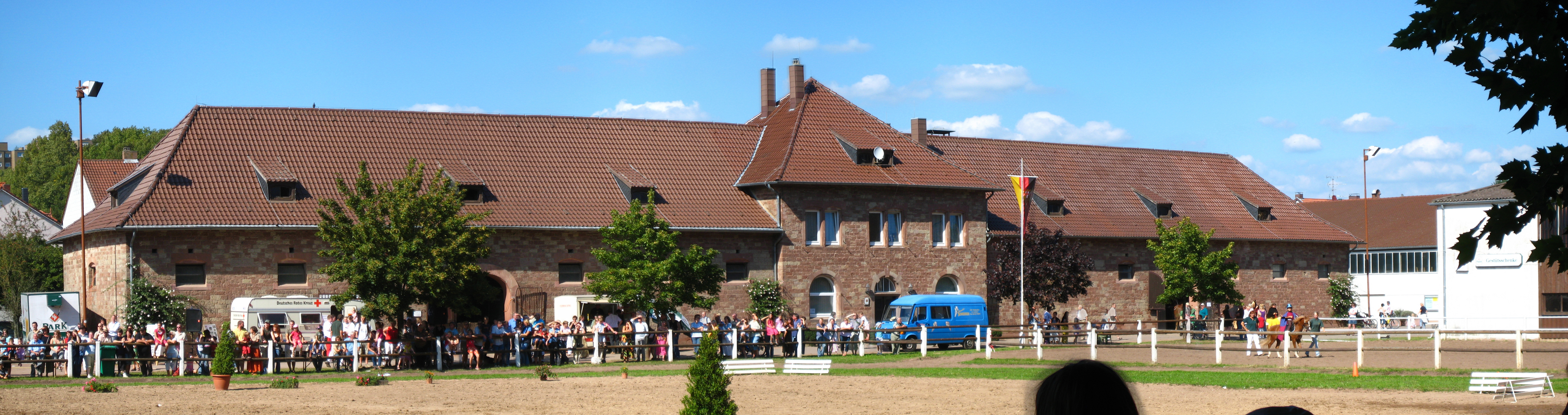
Haras d'État de Deux-Ponts.

La première organisation de l'élevage des Anglo-arabes a lieu à Deux-Ponts au cours de cette période. La région est devenue largement connue pour ses chevaux de cavalerie raffinés combinant la taille et la vitesse du Pur Sang avec le tempérament plus docile de l'Arabe. En 1900, le haras principal de Deux-Ponts est composé de plus de 250 têtes de chevaux d'élevage et de jeunes chevaux, dont 74 sont des étalons publics. La première moitié du XXe siècle est marquée par une demande croissante en chevaux agricoles lourds, largement utilisés durant la Première Guerre mondiale pour tirer les caissons d'artillerie. Par conséquent, les chevaux d'équitation raffinés ont été remplacés par des demi sangs lourds de l'Oldenbourg. Au cours de la Seconde Guerre mondiale, la ville entière est évacuée et les chevaux envoyés en Bavière. Une grande partie de la ville est détruite, et les installations du haras d'État relèvent de la compétence de l’État fédéral allemand nouvellement formé de Rhénanie-Palatinat. Près d'un quart des 58 étalons restants à Deux-Ponts sont des chevaux de trait.

## Description
La meilleure façon d'identifier un Zweibrücker est la marque sur la cuisse gauche. Elle comporte les deux ponts de la ville de Deux-Ponts, surmontés d'une représentation de la couronne du duc. La plupart des animaux sont de poids moyen, c'est-à-dire des vieux types légèrement plus lourds que les types modernes. La taille idéale se situe entre 1,60 et 1,70 m à l'âge de trois ans, mais les chevaux plus grands ou plus petits ne sont pas pénalisés.

## Utilisations

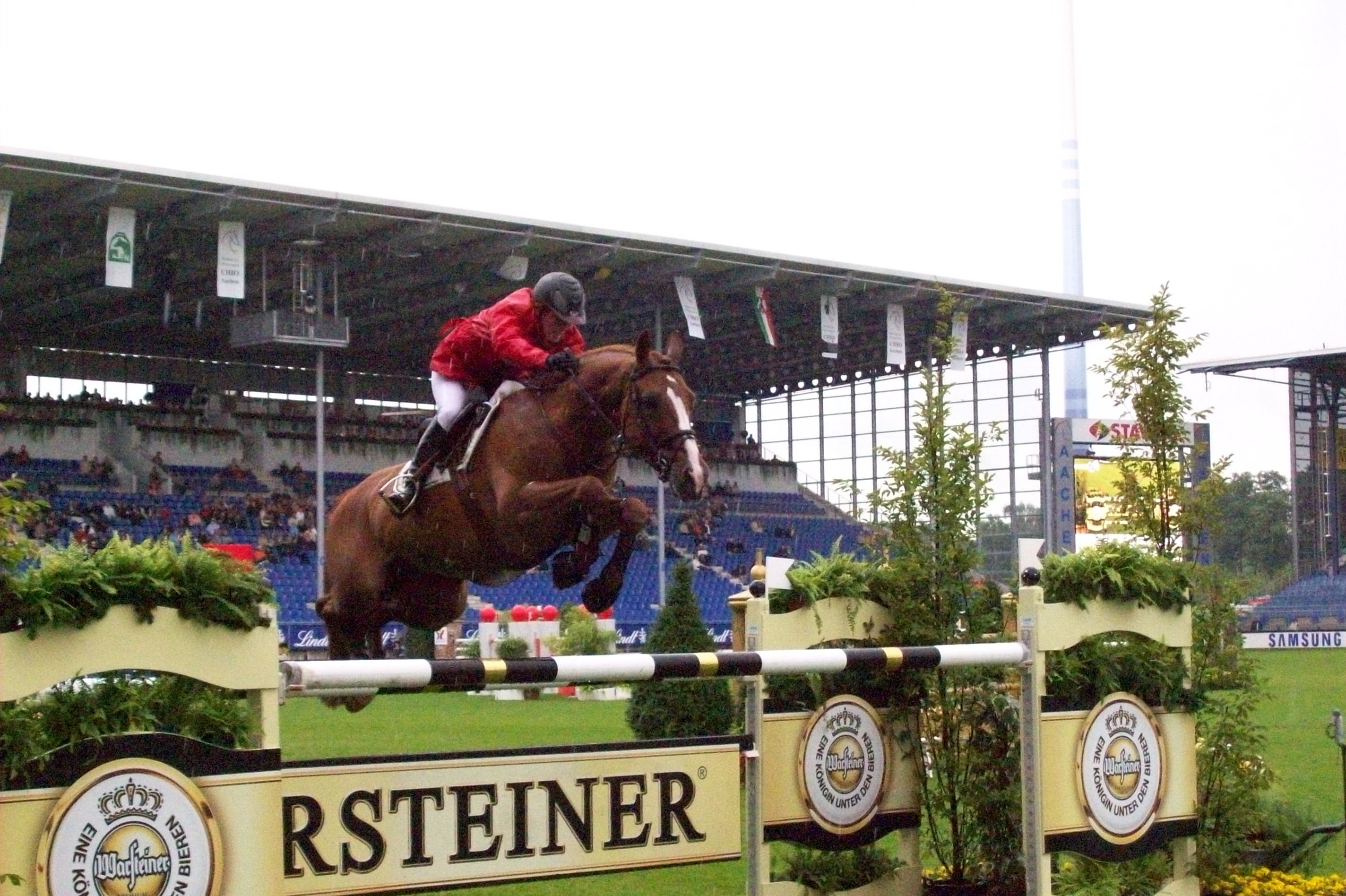
Meredith Michaels-Beerbaum sur Le Mans à Aix-la-Chapelle en 2007.

Comme tous les demi-sangs allemands, le Zweibrücker est destiné au sport, en particulier au dressage, au saut d'obstacles, au concours complet d'équitation et à l'attelage combiné.

## Diffusion de l'élevage
L'ouvrage Equine Science (4e édition de 2012) classe le Zweibrücker parmi les races de chevaux de selle peu connues au niveau international.